# Parornix kumatai
Parornix kumatai är en fjärilsart som beskrevs av Ermolaev 1993. Parornix kumatai ingår i släktet Parornix och familjen styltmalar. Inga underarter finns listade i Catalogue of Life.